# سقنقور أبيض الخطوط
سقنقور أبيض الخطوط (الاسم العلمي: Scincus albifasciatus) هو نوع من الزواحف يتبع جنس السقنقور من الفصيلة السقنقورية.